# Derreck Robinson
Derreck Robinson (Minneapolis, Minnesota; 3 de marzo de 1982 – San Diego, California; 13 de agosto de 2025) fue un jugador estadounidense de fútbol americano que jugó seis temporadas con cuatro equipos en la posición de defensive end.

## Carrera
A nivel universitario jugó para los Iowa Hawkeyes, y aunque no fue seleccionado en el Draft de la NFL de 2005, fue contratado como agente libre por los San Diego Chargers donde estuvo en sus dos primeras temporadas.
En 2007 firma con los Miami Dolphins por un año, luego firma con los Dallas Cowboys pero solo estuvo en el equipo de práctica, y en 2009 firma con los Cleveland Browns hasta su retiro en 2010.
En su carrera logró 45 tackleadas, dos capturas y tres pases desviados.